# Undeceived
Undeceived är det kristna metalbandet Extols andra fullängdsalbum, utgivet 2000 på Solid State Records. Det återutgavs 2002 av Century Media Records. Genren för detta album var death metal.

## Låtlista
1. "Undeceived" (Ole Børud/Peter Espevoll) – 7:06
2. "Inferno" (Børud) – 5:15
3. "Time Stands Still" (Christer Espevoll) – 7:58
4. "Ember" (Børud/C. Espevoll) – 6:28
5. "Meadows of Silence" (Børud) – 1:28
6. "Shelter" (Børud/P. Espevoll/C. Espevoll) – 6:14
7. "A Structure of Souls" (Børud) – 4:13
8. "Of Light and Shade" (Børud/David Husvik) – 4:45
9. "Where Sleep Is Rest" (Børud) – 3:18
10. "Renewal" (Børud/C. Espevoll) – 5:05
11. "Abandoned" (Carleklev/Sanctum) – 0:53
12. "And I Watch" (Børud) – 4:31

Bonuslåtar på Century Medias utgåva
1. "Human Frailties Grave" – 4:34
2. "Shadow of Death" – 3:38

## Medverkande
- Peter Espevoll – sång
- Christer Espevoll – gitarr, bakgrundssång
- David Husvik – trummor, bakgrundssång
- Ole Børud – gitarr, sång
- Tor Magne Glidje – basgitarr

Gästmusiker
- Tarjei Nysted – fiol, mässingblåsinstrument
- Ida Mo – cello

Produktion
- Samuel Durling – producent
- Ole Børud – producent
- Pelle Sæther – mixning
- Göran Finneberg – mastering
- Matthias Wreland – foto